# Trofeo Fiestas del Motín
El Trofeo Fiestas del Motín es un Trofeo amistoso que se disputa en la localidad española de Aranjuez, con motivo de las Fiestas del Motín. El Torneo es disputado por el club local Real Aranjuez C. F. frente a equipos de la región de Madrid.
El Trofeo, conmemora los hechos del Motín de Aranjuez, del año 1808.

## Palmarés
| Año  | Edición | Campeón               | Resultado  | Subcampeón         |
| ---- | ------- | --------------------- | ---------- | ------------------ |
| 2009 | I       | Real Aranjuez         | 2-0        | Real Madrid "C"    |
| 2010 | II      | Real Aranjuez         | 2-1        | Real Madrid "C"    |
| 2011 | III     | Real Madrid "C"       | 2-1        | Real Aranjuez      |
| 2012 | IV      | Real Aranjuez         | 4-0        | Real Madrid "C"    |
| 2013 | V       | Real Madrid "C"       | 4-2        | Real Aranjuez      |
| 2014 | VI      | A. D. Alcorcón "B"    | 0-0 (pen.) | Real Aranjuez      |
| 2015 | VII     | Real Aranjuez         | 2-0        | C. D. Guadalajara  |
| 2016 | VIII    | C. D. A. Navalcarnero | 1-1 (pen.) | Real Aranjuez      |
| 2017 | IX      | Rayo Majadahonda      | 1-1 (pen.) | Real Aranjuez      |
| 2018 | X       | Real Aranjuez         | 0-0 (pen.) | Getafe C. F. "B"   |
| 2019 | XI      | Real Aranjuez         | 1-0        | Torrelodones C. F. |
| 2022 | XII     | Real Aranjuez         | 3-1        | Real Carabanchel   |
| 2023 | XIII    | C. D Quintanar        | 2-1        | Real Aranjuez      |

## Campeones
| Equipo                | Títulos | Ediciones                                 |
| --------------------- | ------- | ----------------------------------------- |
| Real Aranjuez         | 7       | 2009, 2010, 2012, 2015, 2018, 2019 y 2022 |
| Real Madrid "C"       | 2       | 2011 y 2013                               |
| A. D. Alcorcón "B"    | 1       | 2014                                      |
| C. D. A. Navalcarnero | 1       | 2016                                      |
| Rayo Majadahonda      | 1       | 2017                                      |
| C. D. Quintanar       | 1       | 2023                                      |